# Polyptychodon
Il polipticodonte (gen. Polyptychodon) è un rettile marino estinto, appartenente ai pliosauri. Visse tra il Cretaceo inferiore e il Cretaceo superiore (Albiano/Turoniano, circa 102-90 milioni di anni fa) e i suoi resti fossili sono stati ritrovati in Europa e in Nordamerica. 

## Descrizione
Questo rettile marino è noto per resti molto incompleti, comprendenti denti, parti del cranio e vertebre. Dal paragone con fossili più completi di animali simili, si suppone che Polyptychodon fosse un tipico pliosauro, dal cranio lungo e robusto armato di denti acuminati di forma conica. Le zampe dovevano essere robuste e simili a pinne, utilizzate per spostarsi attraverso l'acqua. Il cranio era dotato di una "cresta" mediana utile per l'ancoraggio di potenti muscoli delle mascelle. Si suppone che Polyptychodon potesse raggiungere i 7 metri di lunghezza, e che il suo cranio fosse lungo quasi 2 metri.

## Classificazione

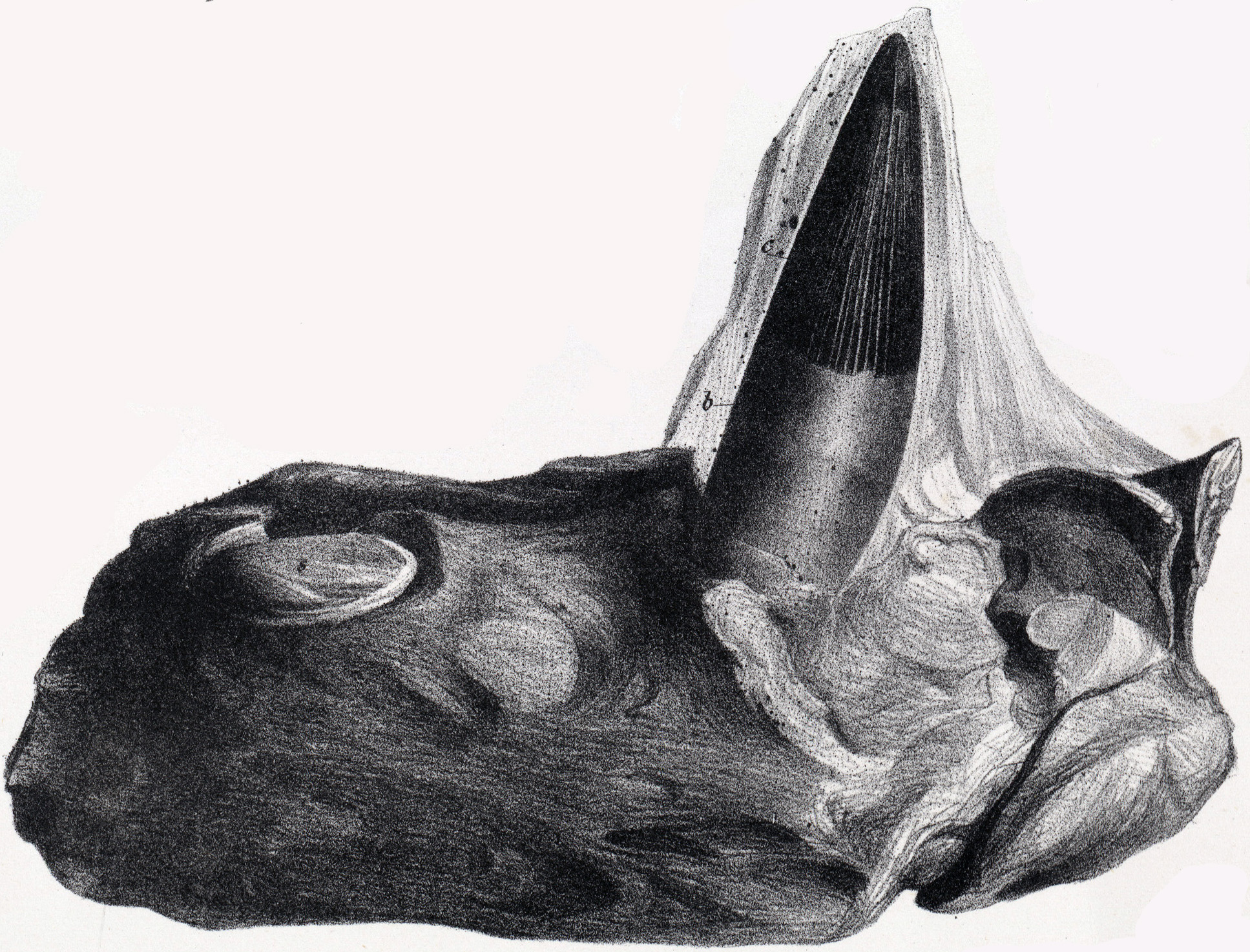
Frammento di mandibola di Polyptychodon interruptus, con uno dei caratteristici denti

Polyptychodon è stato descritto per la prima volta da Richard Owen nel 1841, sulla base di alcuni grandi denti conici finemente striati (da qui il nome Polyptychodon, che deriva dal greco e significa "dente dalle molte grinze"). Lo studioso non era certo se questi denti appartenessero a un qualche tipo di coccodrillo, a un plesiosauro o a un altro tipo di rettile sconosciuto. In seguito attribuì grandi ossa ritrovate nel Kent e in altre parti dell'Inghilterra meridionale allo stesso genere. Nel 1951 Owen descrisse due specie di questo animale: P. continuus (per denti in cui le "creste" continuavano fin quasi all'apice del dente) e P. interruptus (per denti in cui il rivestimento grinzoso terminava prima dell'apice). Solo nel 1861 Owen accettò lo status di plesiosauro per questo animale.

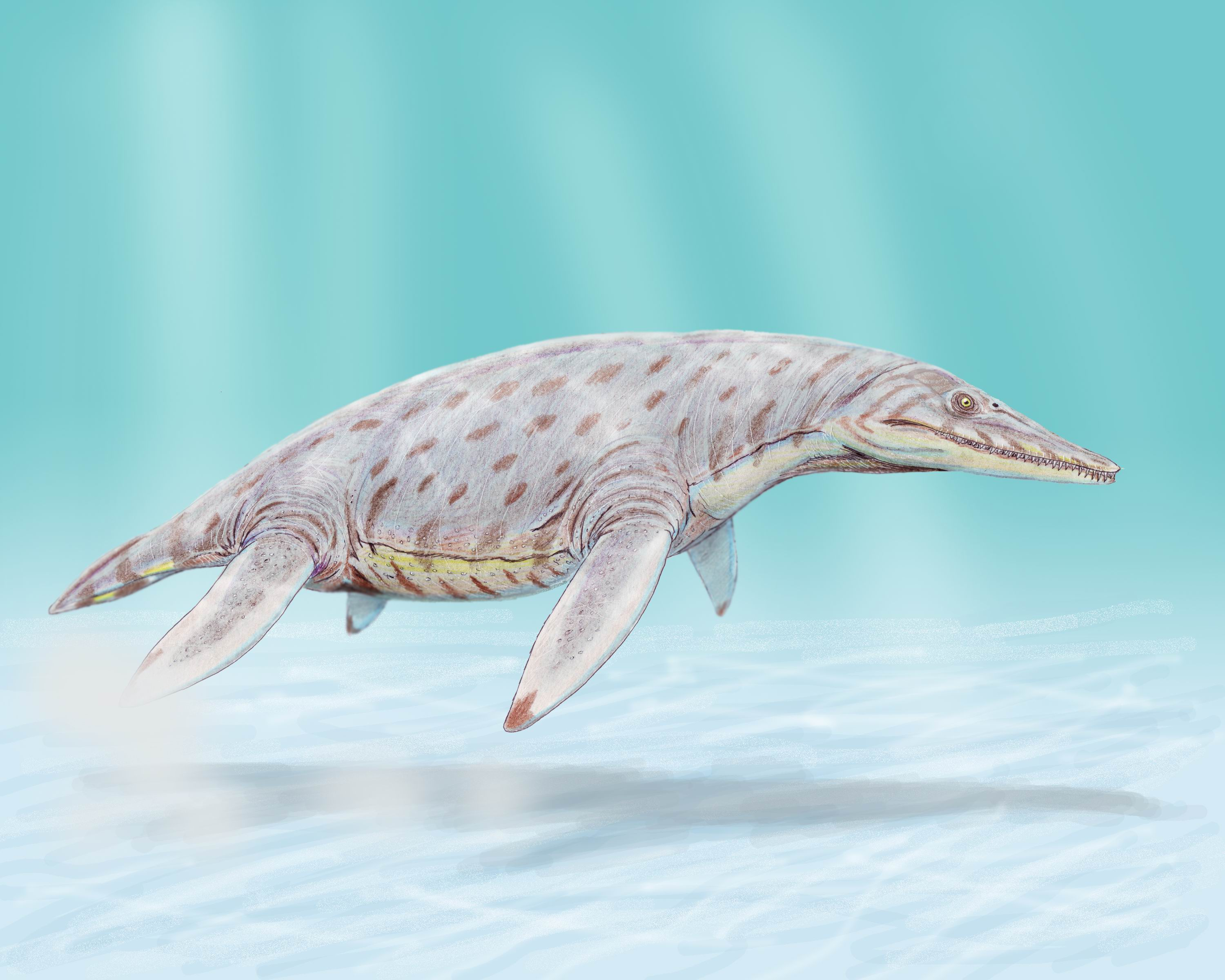
Ricostruzione di Polyptychodon hudsoni

Più di un secolo dopo, Welles e Slaughter (1963) considerarono i denti studiati da Owen privi di valore diagnostico, e considerarono un cranio parziale descritto nel 1861 come l'esemplare tipo del genere. Attualmente P. interruptus è considerata la specie tipo del genere. Nello stesso studio, i due paleontologi istituirono un'altra specie di Polyptychodon proveniente dal Texas (P. hudsoni), più piccola di quella europea e sprovvista della "cresta" per l'inserzione dei muscoli delle mascelle. Altri resti di Polyptychodon, in precedenza attribuiti a vertebre di dinosauro sauropode, provengono dalla Francia e appartengono a un animale che in vita doveva essere lungo circa 7 metri. Altri resti attribuiti allo stesso genere sono noti in Russia.
Attualmente Polyptychodon è considerato un rappresentante dei pliosauri, un gruppo di plesiosauri dotati di collo corto e testa grande e massiccia. Questo animale è di particolare interesse in quanto testimonia la sopravvivenza nel Cretaceo superiore di una linea evolutiva di pliosauridi giganti tipici del Giurassico, dotati di denti conici. Uno studio pubblicato nel 2016 indicherebbe che i denti che costituiscono la base della specie tipo (P. interruptus) sarebbero privi di caratteri diagnostici e quindi la specie stessa sarebbe da considerare un nomen dubium (Madzia, 2016).